# TT1
| T23 · n | M29 | Aa15 · Y1 |

| T23 · n | M29 | Aa15 · Y1 |

A TT1 (Theban Tomb, thébai sír) Nyugat-Thébában (Dejr el-Medina) megtalált sír. Tulajdonosa Szennedzsem és felesége Iyneferti a XIX. dinasztia idején élt és dolgozott – I. Széthi és II. Ramszesz uralkodása alatt – a munkások falujában. Érintetlen sírjukra 1886-ban Gaston Maspero ásatásainak keretein belül a beduin Szalam Abu Duhi bukkant rá. A temető egyik legszebben díszített sírja, melynek méltán híres jelenetei – ahol a Szennedzsem és Iyneferti a mágikus túlvilágot ábrázoló Jaret földjeit művelik meg – nem hiányozhatnak a történelemkönyvek és lexikonok lapjairól. A sír gazdag halotti felszerelése ma Kairó, New York, Berlin, Moszkva és Madrid egyiptomi gyűjteményeiben szétosztva látható.

## Források

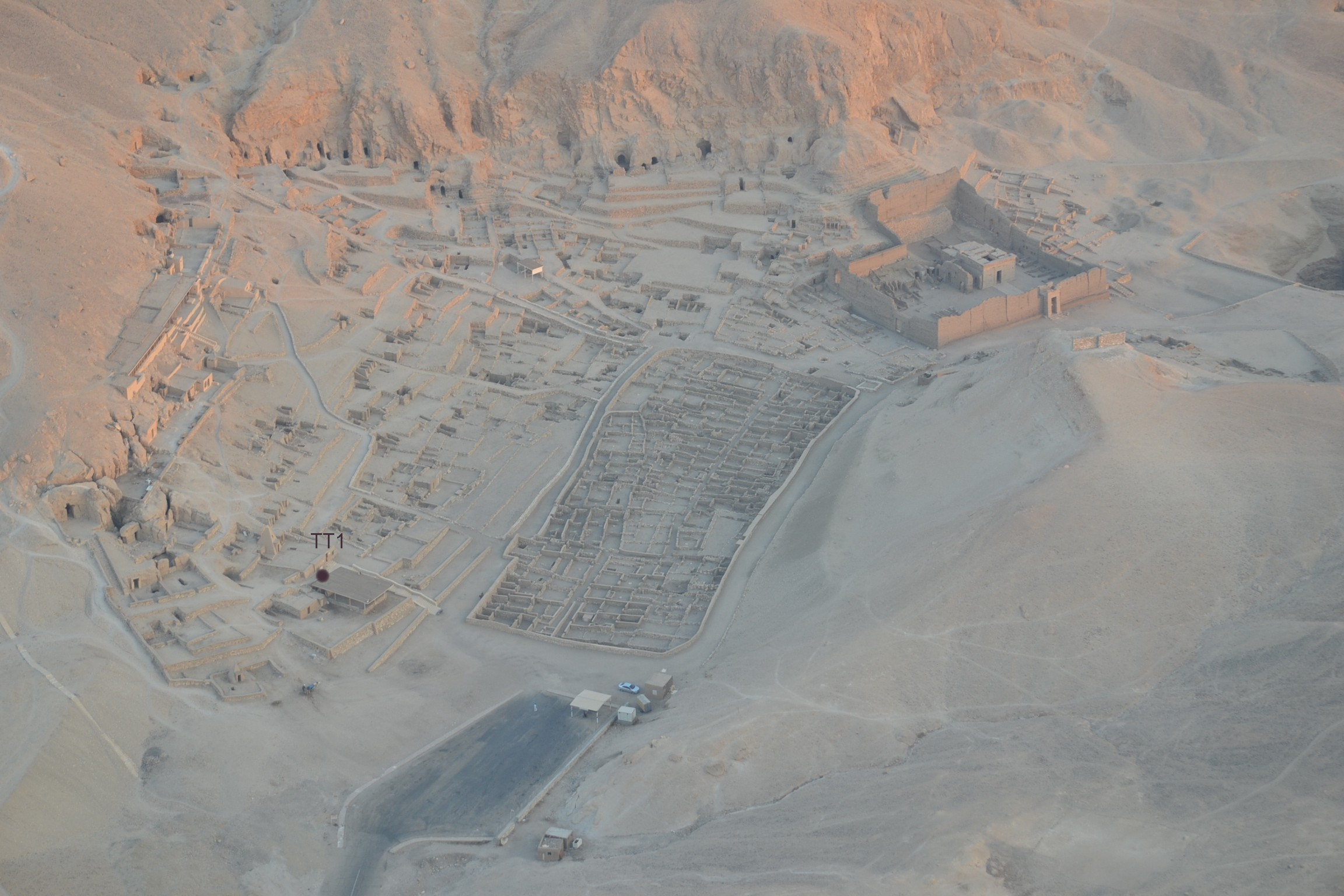
Szennedzsem sírja a TT1 Dejr-el-Medinében